# Nubio antiguo
El nubio antiguo (también llamado nubio medio o nobíin antiguo) es una lengua muerta de la subfamilia de las lenguas nubias, documentada por escrito desde el siglo VIII hasta el XV d. C. Es el antepasado del actual nobiin y está estrechamente relacionado con el dongolawi y el kenzi. Se utilizó en todo el reino de Makuria, incluyendo la eparquía de Nobatia. La lengua se conserva en más de cien páginas de documentos e inscripciones, tanto de carácter religioso (homilías, oraciones, hagiografías, salmos, leccionarios), como relacionados con el estado y la vida privada (documentos legales, cartas), escritos mediante una adaptación del alfabeto copto.

## Historia

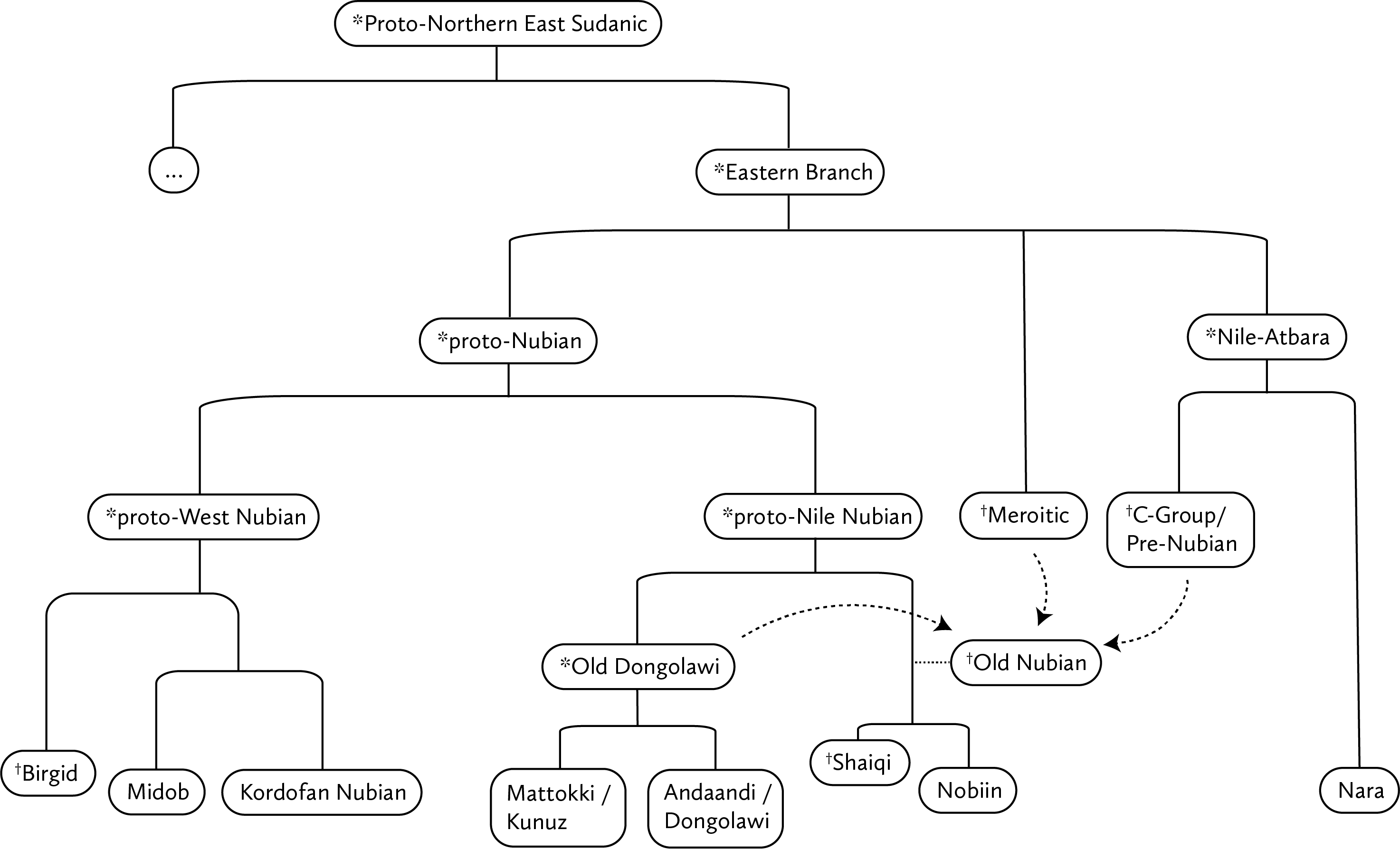
Rama oriental de la familia lingüística norte del este sudanés (NES), que muestra la posición del nubio antiguo y sus relaciones genealógicas y areales con otras lenguas NES

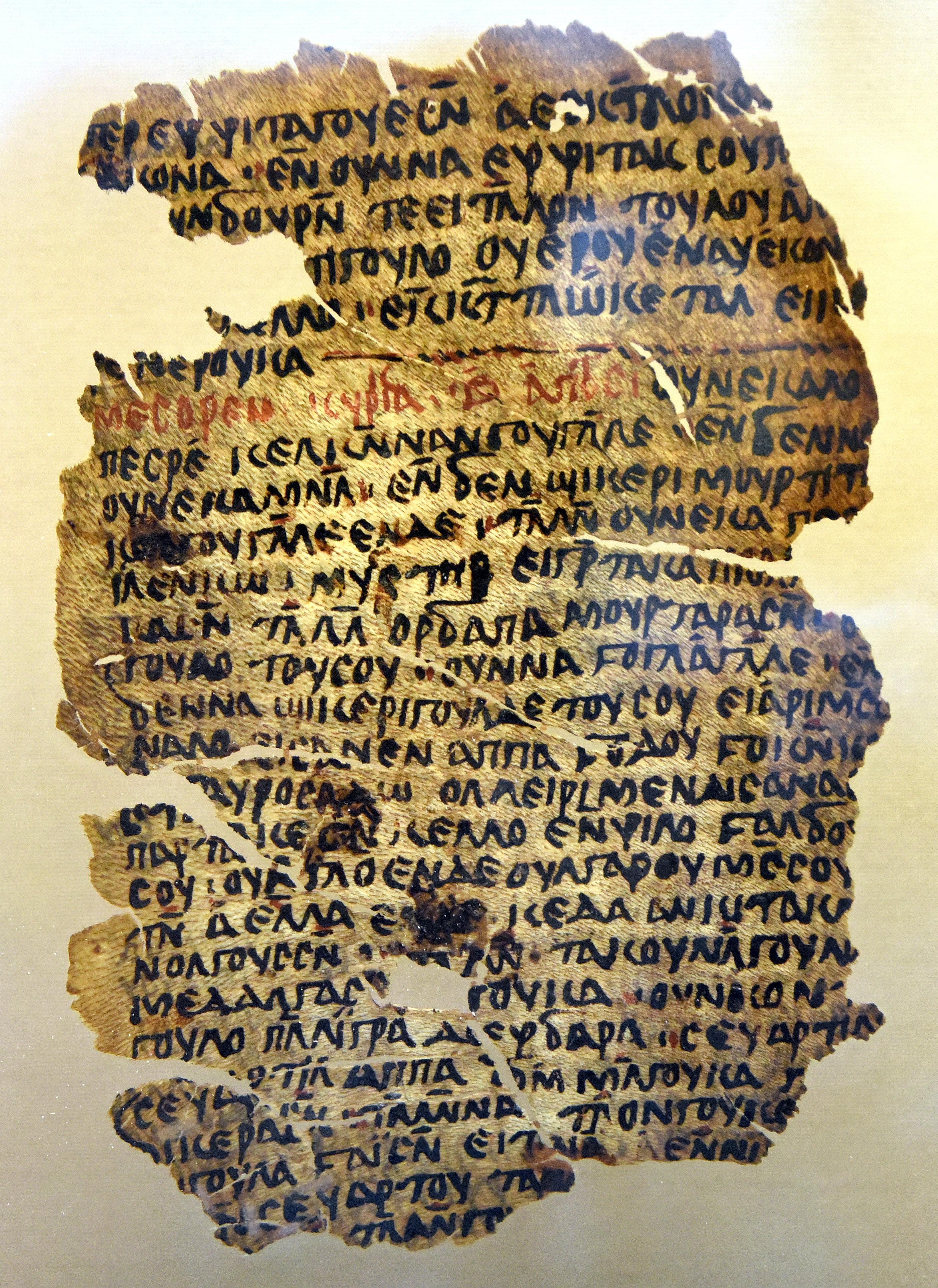
Página de pergamino de la Biblia, parte del Nuevo Testamento (Corintios y Hebreos) escrita en nubio antiguo. Siglos – d. C. Procedente de Qasr Ibrahim, Egipto. Museo Británico.

Según los lingüistas históricos, el nubio antiguo era la lengua hablada por los habitantes más antiguos del valle del Nilo. Adams, Berhens, Griffith y Bechhause-Gerst coinciden en que el nubio del Nilo tiene sus orígenes en este valle.
El nubio antiguo es una de las lenguas africanas escritas más antiguas y parece que fue adoptado entre los siglos X y XI como lengua principal para la administración civil y religiosa de Makuria. Además del nubio antiguo, el griego koiné era ampliamente utilizado, especialmente en contextos religiosos, mientras que el copto predominaba en las inscripciones funerarias. Con el tiempo, el nubio antiguo apareció cada vez más en documentos tanto seculares como religiosos (incluyendo la Biblia), mientras que varios aspectos gramaticales del griego, como los casos, la concordancia, el género y la morfología verbal, sufrieron una erosión significativa. Sin embargo, los documentos de consagración encontrados junto a los restos del arzobispo Timoteos sugieren que el griego y el copto siguieron utilizándose hasta finales del siglo XIV, época en la que el árabe también estaba muy extendido.

## Sistema de escritura
El sistema de escritura en el que se han redactado casi todos los textos en nubio antiguo es una variante inclinada del tipo uncial del alfabeto copto, originario del Monasterio Blanco en Sohag. El alfabeto incluía tres letras adicionales: ⳡ /ɲ/, ⳣ /w/ y ⳟ /ŋ/, las dos primeras derivadas del alfabeto meroítico. La presencia de estos caracteres sugiere que, aunque la primera evidencia escrita del nubio antiguo data del siglo VIII, el sistema debió desarrollarse ya en el siglo VI, tras el colapso del estado meroítico. Además, el nubio antiguo utilizaba la variante ⳝ para la letra copta ϭ.  
| ⲁ <a> /a, aː/ | b}}/       | ⲅ <g> /ɡ/   | ⲇ <d> /d/      | ⲉ <e> /e, eː/ | ⲍ <z> /z/ | ⲏ <ē> /i, iː/ | ⲑ <th> /t/ | ⲓ <i> /i/ | ⲕ <k> /k, ɡ/ |
| ⲗ <l> /l/     | ⲙ <m> /m/  | ⲛ <n> /n/   | ⲝ / ϩ <x> /ks/ | ⲟ <o> /o, oː/ | ⲡ <p> /p/ | ⲣ <r> /ɾ/     | ⲥ <s> /s/  | ⲧ <t> /t/ | ⲩ <u> /i, u/ |
| ⲫ <f> /f/     | ⲭ <kh> /x/ | ⲯ <ps> /ps/ | ⲱ <ō> /o, oː/  | ϣ <š> /ʃ/     | ϩ <h> /h/ | ⳝ <j> /ɟ/     | ⳟ <ŋ> /ŋ/  | ⳡ <ñ> /ɲ/ | ⳣ <w> /w/    |

Los caracteres ⲍ, ⲝ/ϩ, ⲭ, ⲯ solo aparecen en préstamos griegos. La geminación se indicaba escribiendo consonantes dobles; las vocales largas generalmente no se distinguían de las cortas. El nubio antiguo incluía dos dígrafos: ⲟⲩ /u, uː/ y ⲉⲓ /i, iː/. Una diéresis sobre ⲓ (ⲓ̈) se usaba para indicar la semivocal /j/. Además, el nubio antiguo incluía una línea supralineal que podía indicar:  
- una vocal que formaba el inicio de una sílaba o que iba precedida por ⲗ, ⲛ, ⲣ, ⳝ;
- una /i/ precediendo a una consonante.

## Gramática

### Sustantivos
El nubio antiguo no tiene género. El sustantivo consiste en una raíz a la que se pueden añadir sufijos derivacionales. Los marcadores de plural, caso, postposicones y el determinante se agregan a toda la frase nominal, que también puede incluir adjetivos, posesores y cláusulas relativas.  

#### Determinación
El nubio antiguo tiene un determinante definido -(ⲓ)ⲗ. La función precisa de este morfema ha sido objeto de controversia, con algunos académicos proponiéndolo como caso nominativo o marcador de sujeto. Sin embargo, tanto la distribución del morfema como la evidencia comparativa del meroítico apuntan a un uso como determinante.

#### Casos
El nubio antiguo tiene un sistema de casos nominativo-acusativo con cuatro casos estructurales que determinan los argumentos centrales en la oración, así como varios casos léxicos para frases adverbiales.  
| Casos Estructurales | Nominativo | –       |
| Casos Estructurales | Acusativo  | -ⲕ(ⲁ)   |
| Casos Estructurales | Genitivo   | -ⲛ(ⲁ)   |
| Casos Estructurales | Dativo     | -ⲗⲁ     |
| Casos Léxicos       | Locativo   | -ⲗⲟ     |
| Casos Léxicos       | Alativo    | -ⲅⲗ̄(ⲗⲉ) |
| Casos Léxicos       | Superesivo | -ⲇⲟ     |
| Casos Léxicos       | Subesivo   | -ⲇⲟⲛ    |
| Casos Léxicos       | Comitativo | -ⲇⲁⲗ    |

#### Número
El marcador de plural más común es -ⲅⲟⲩ, que siempre precede a la marcación de caso. Hay algunos plurales irregulares, como:  
ⲉⲓⲧ, pl. ⲉⲓ "hombre"
ⲧⲟⲧ, pl. ⲧⲟⲩⳡ "niño"
Además, hay rastros de formas plurales animadas separadas en -ⲣⲓ, que textualmente se limitan a unas pocas raíces, por ejemplo:  
ⲭⲣⲓⲥⲧⲓⲁ̄ⲛⲟⲥ-ⲣⲓ-ⲅⲟⲩ "cristianos"
ⲙⲟⲩⲅ-ⲣⲓ-ⲅⲟⲩ "perros"

### Pronombres
El nubio antiguo tiene varios conjuntos de pronombres y clíticos de sujeto, de los cuales los principales son los siguientes:  
| Persona                 | Pronombre Independiente | Clítico de Sujeto |
| ----------------------- | ----------------------- | ----------------- |
| yo                      | ⲁⲓ̈                      | -ⲓ                |
| tú (sg.)                | ⲉⲓⲣ                     | -ⲛ                |
| él/ella/ello            | ⲧⲁⲣ                     | -ⲛ                |
| nosotros (incluyéndote) | ⲉⲣ                      | -ⲟⲩ               |
| nosotros (excluyéndote) | ⲟⲩ                      | -ⲟⲩ               |
| vosotros (pl.)          | ⲟⲩⲣ                     | -ⲟⲩ               |
| ellos                   | ⲧⲉⲣ                     | -ⲁⲛ               |

Hay dos pronombres demostrativos:  
ⲉⲓⲛ, pl. ⲉⲓⲛ-ⲛ̄-ⲅⲟⲩ "este"
ⲙⲁⲛ, pl. ⲙⲁⲛ-ⲛ̄-ⲅⲟⲩ "ese"
Las palabras interrogativas incluyen ⳟⲁⲉⲓ "¿quién?"; ⲙⲛ̄ "¿qué?"; y una serie de palabras interrogativas basadas en la raíz ⲥ̄.  

### Verbos
El sistema verbal del nubio antiguo es, con mucho, la parte más compleja de su gramática, permitiendo expresar valencia, tiempo, modo, aspecto, persona y pluralidad de acción mediante una variedad de sufijos.  
La principal distinción entre predicados nominales y verbales en una cláusula principal versus una subordinada se indica mediante la presencia del marcador de predicado -ⲁ. Las categorías principales, enumeradas desde la raíz del verbo hacia la derecha, son las siguientes:  

#### Valencia
| Transitivo | -ⲁⲣ  |
| Causativo  | -ⲅⲁⲣ |
| Incoativo  | -ⲁⳟ  |
| Pasivo     | -ⲧⲁⲕ |

#### Pluralidad de acción
| Pluralidad de acción | -ⳝ |

#### Aspecto
| Perfectivo  | -ⲉ  |
| Habitual    | -ⲕ  |
| Intencional | -ⲁⲇ |

#### Tiempo
| Presente | -ⲗ  |
| Pasado 1 | -ⲟⲗ |
| Pasado 2 | -ⲥ  |

#### Persona
Esto puede indicarse mediante una serie de clíticos de sujeto, que son obligatorios solo en ciertos contextos gramaticales. Generalmente están ausentes cuando hay un sujeto explícito en la cláusula, a menos que el sujeto tenga el marcador de tema -ⲉⲓⲟⲛ. 
|                            | forma independiente | aglutinada/fusionada con un marcador de predicado -ⲁ |
| -------------------------- | ------------------- | ---------------------------------------------------- |
| 1.ª persona singular       | -ⲓ                  | -ⲉ                                                   |
| 2.ª o 3.ª persona singular | -ⲛ /(i)n/           | -ⲛⲁ                                                  |
| 1.ª o 2.ª persona plural   | -ⲟⲩ                 | -ⲟ                                                   |
| 3.ª persona plural         | -ⲁⲛ                 | -ⲁⲛⲁ                                                 |

El nobiin moderno es una lengua tonal; si el nubio antiguo también lo era, los tonos no se marcaban.  
Los signos de puntuación incluían un punto alto •, a veces sustituido por una doble barra invertida \\ (⳹), que se usaba de forma similar a un punto o dos puntos en español; una barra / (⳺), que funcionaba como un signo de interrogación; y una doble barra // (⳼), que a veces separaba versos.  
En 2021, se lanzó la primera tipografía nubia moderna basada en el estilo de los manuscritos en nubio antiguo, llamada Sawarda, diseñada por Hatim-Arbaab Eujayl para una serie de libros educativos que enseñan nobiin.

## Texto de ejemplo
ⲕⲧ̅ⲕⲁ ⲅⲉⲗⲅⲉⲗⲟ̅ⲥⲟⲩⲁⲛⲛⲟⲛ ⲓ̈ⲏ̅ⲥⲟⲩⲥⲓ ⲙⲁⳡⲁⲛ ⲧⲣⲓⲕⲁ· ⲇⲟⲗⲗⲉ ⲡⲟⲗⲅⲁⲣⲁ [ⲡⲉⲥⲥⲛⲁ·] ⲡⲁⲡⲟ ⲥ̅ⲕⲉⲗⲙ̅ⲙⲉ ⲉⲕ̅[ⲕⲁ]
kit-ka gelgel-os-ou-an-non iēsousi mañan tri-ka dolle polgar-a pes-s-n-a pap-o iskel-im-m-e eik-ka
piedra-AC rodar-PFV-PST1-3PL-TOP Jesús ojos.[[número dual|DU ambos-AC alto alzar.CAUS-PRED decir-PST2-2/3/SG-PRED padre-VOC agradecer-AFF-PRS-1SG.PRED tú-AC
"Y cuando rodaron la piedra, Jesús alzó sus ojos y dijo: Padre, te agradezco."